# Városligeti Műjégpálya

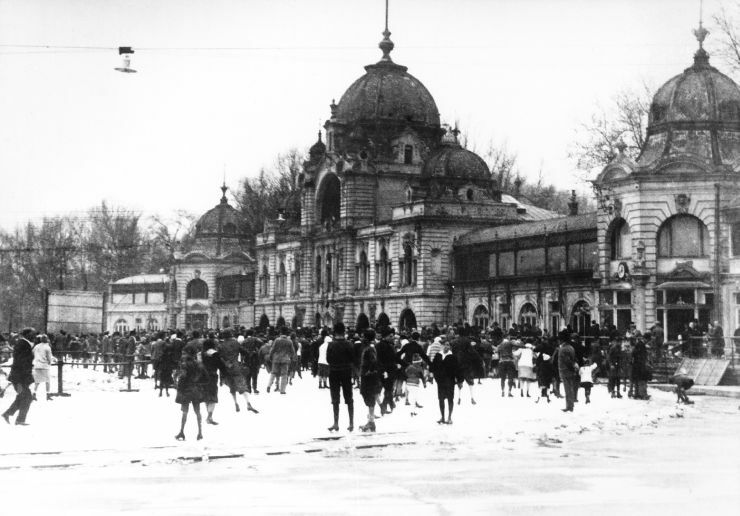
A Városligeti Műjégpálya hajdanán

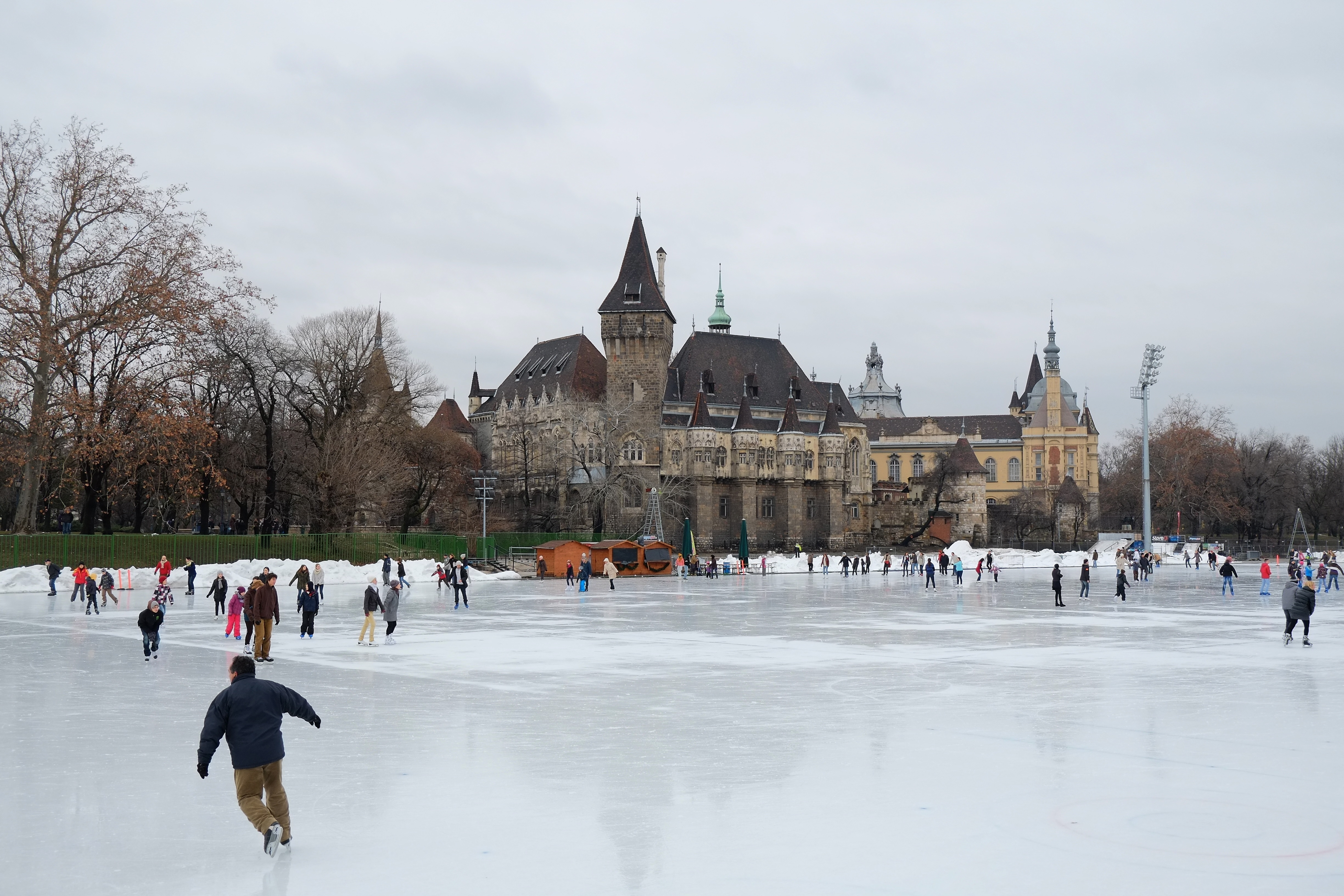
Vajdahunyad vára télen a jégpályával

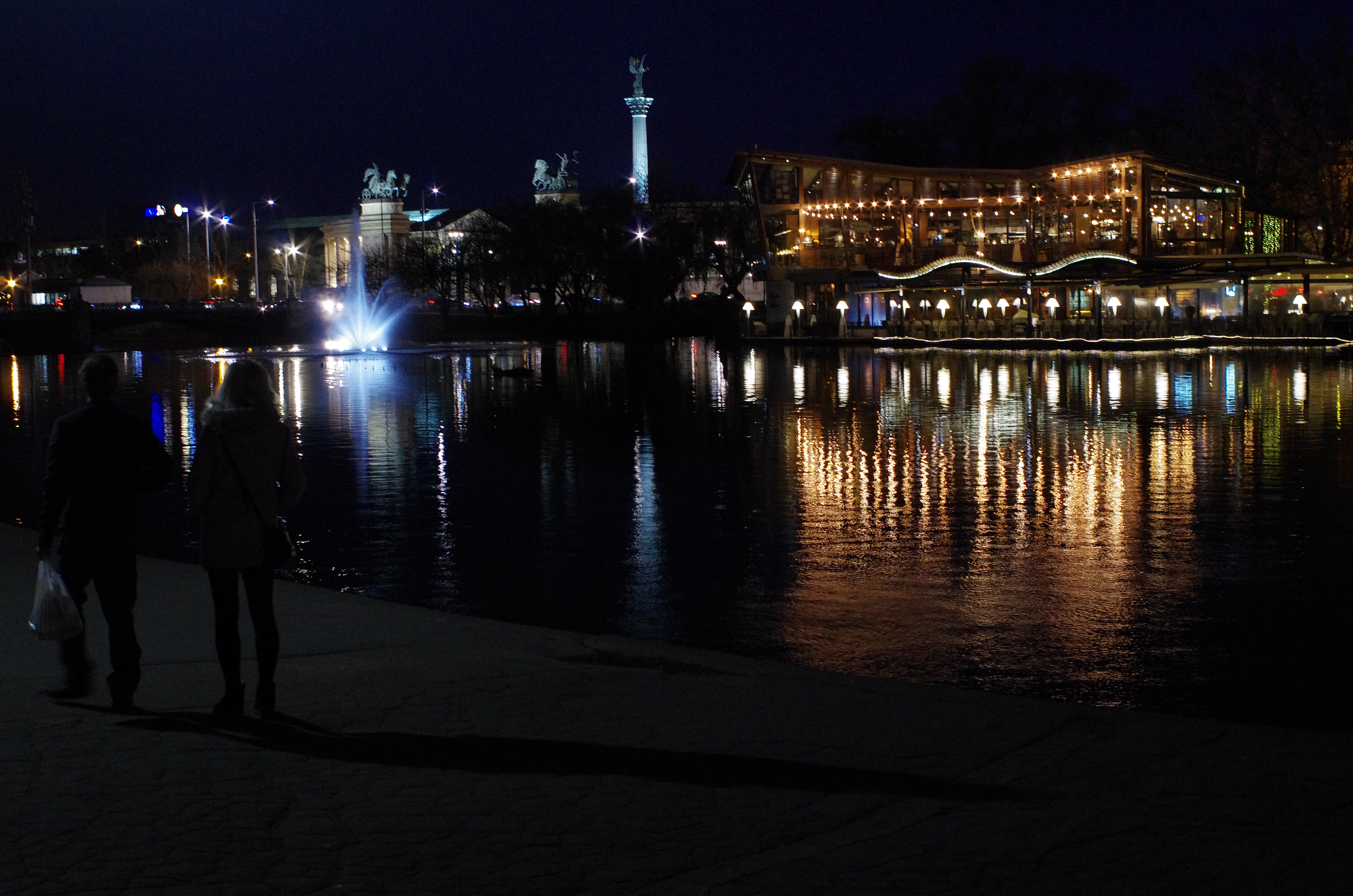
At Március

A Városligeti Műjégpálya (beceneve Műjég) a Városligeti-tó medrében illetve annak partján kialakított népszerű téli sportlétesítmény Európa és a Világ legnagyobb és egyik legrégebbi mesterséges jégpályája Budapest XIV. kerületében. A Városligeti Műjégpálya a BSK Kft. székhelye. Teljes alapterülete: 48 823 m². Télen a jégpálya felülete: 12 070 m² és 2040 m² hokipálya, nyáron a vízfelület: 38 000 m². Oldalán helyezkedik el az 1895-ben épült Korcsolyacsarnok.

## Fekvése
A Városligeti-tó keleti (a Kós Károly sétány - Washington György sétány közötti) részén, az Alsó-tavon helyezkedik el. Főépülete a tó partján, az Olof Palme sétánnyal párhuzamosan található.
A főépület előtt helyezték el Kisfaludi Strobl Zsigmond Íjász című szobrának eredetijét (a szobor kisebb méretű másolata  a VI. kerületi Délibáb utcában található).

## Története
1869. december 2-án alapította meg Kresz Géza 15 társával a Pesti Korcsolyázó Egyletet. A városi tanács díjtalanul engedélyezte az egyletnek, hogy a Városligeti-tó egy részét korcsolyapályává alakíthassák. Saját költségükön egy kis, fából készült melegedőt építtettek, és korcsolyázók 1870. január 29-én Rudolf koronaherceg részvételével ünnepélyesen megnyitották a városligeti pályát, a mai Városligeti Műjégpálya elődjét. A tó partján felállított kéthelyiséges kis melegedő (egy fabódé) 1874-ben leégett; az első kőépület tervezésére kiírt pályázatot Lechner Ödön nyerte meg.
1895-ben Francsek Imre tervei alapján neobarokk stílusú új épületet emeltek, és az építkezéssel egyidejűleg megkezdődtek a tó szabályozási munkálatai is. 
1892-ben alakult meg a Nemzetközi Korcsolyázó Szövetség. Nem sokkal ezután, 1893. február 8-án már szabályos gyorskorcsolya-versenyt rendeztek a Városligetben, bár ekkor még nem gyorskorcsolyával, hanem rövid pengés korcsolyával álltak rajthoz. 1908. december 27-én alakult meg a Magyar Országos Korcsolyázó Szövetség. Ezt követően a második világháborúig számos korcsolyaversenyt rendeztek a Városligeti Műjégpályán.  
Budapest ostroma során a Városligeti Műjégpálya olyan nagy károkat szenvedett, hogy teljesen használhatatlanná vált. A Magyar Országos Korcsolyázó Szövetség és a Pesti Korcsolyázó Egylet (későbbi nevén Budapesti Korcsolyázó Egylet) Szalay Sándor irányításával rengeteget tett a jégpálya helyreállítása érdekében. 1968-ban a jégfelület méretét megnövelték, még több helyet adva a korcsolyázás szerelmeseinek.
1986-ban került sor a  gépház fejlesztésére (kondenzátortelep  beépítése), továbbá a jégpályán a régebbi fölé egy újabb, harmadik csőrendszer került. 1999 és 2001 között különböző gépészeti átalakításokra került sor. 
A Városligeti Műjégpálya és a hozzátartozó épületegyüttes felújításáról szóló szerződést 2008-ban írta alá Budapest Főváros Önkormányzat és a Nemzeti Fejlesztési Ügynökség. 
A Városliget Kapuja projekt során megvalósult a Városligeti Műjégpálya rekonstrukciója, a főépület felújítása, és a második világháborúban lebombázott szárny is újjáépült. Mindezek hozzájárultak ahhoz, hogy a Városliget műemléki környezete egy további idegenforgalmi látványossággal bővült. 
A mintegy 4,7 milliárd Ft összegű fejlesztést 3,175 milliárd Ft összeggel támogatta az Európai Unió a Városliget kapuja (Városligeti Műjégpálya pálya és épületegyüttes rekonstrukciója)  projekt során. Bár a megújult Városligeti Műjégpálya 2011-ben nyitotta újra kapuit, azonban a projekt teljes egészében csak 2015-ben zárult le, miután befejeződött  a hűtőrendszer kiegészítő rekonstrukciója.

## Versenyek
- 1895-ös műkorcsolya- és jégtánc-Európa-bajnokság
- 1909-es műkorcsolya-Európa-bajnokság
- 1929-es jégkorong-Európa-bajnokság
- 1929-es műkorcsolya-világ-bajnokság (nők és párok)
- 1935-ös műkorcsolya-világ-bajnokság (férfiak és párok)
- 1939-es műkorcsolya-világ-bajnokság (férfiak és párok)
- 1955-ös műkorcsolya-Európa-bajnokság
- 1963-os műkorcsolya-Európa-bajnokság
- 2001-es gyorskorcsolya-világ-bajnokság
- 2004-es jéglabda-világ-bajnokság (B csoport)
- 2007-es jéglabda-világ-bajnokság (nők)
- 2012-es gyorskorcsolya-Európa-bajnokság